# Robert Prévôt
Robert Prévôt (* 22. September 1901 in Kassel; † 5. März 1998 in Hamburg) war ein deutscher Radiologe und Röntgenologe.

## Leben

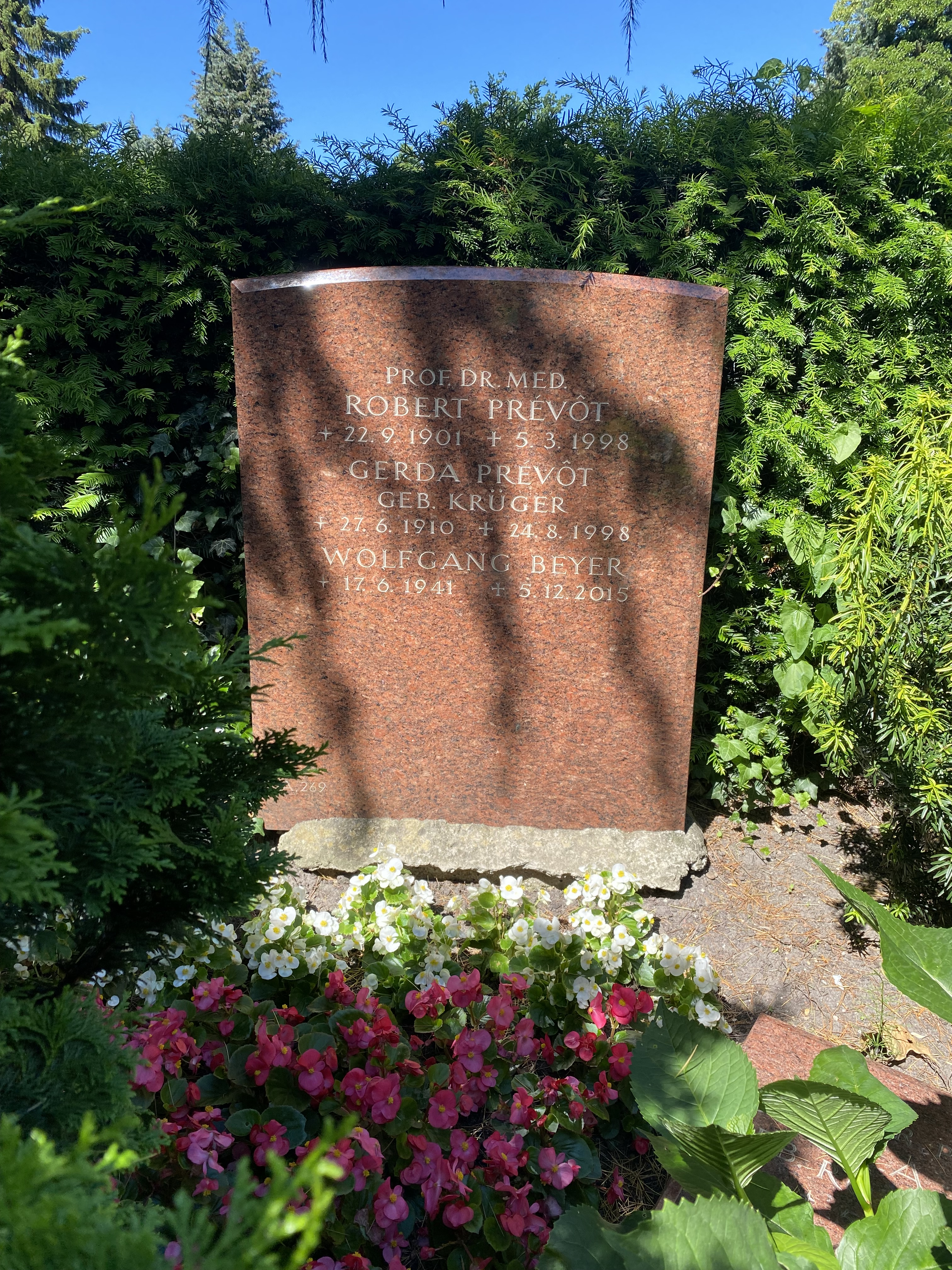
Grabstätte auf dem Friedhof Bernadottestraße

Robert Prévôt war einer von vier Söhnen des Architekten Conrad Prévôt (1869–1936) und dessen Ehefrau Elise, geb. Dingler. Er studierte Innere Medizin, Pathologie und Radiologie an den Universitäten in Marburg, München und Rostock. 1930 arbeitete er für kurze Zeit an der Medizinischen Klinik der Berliner Charité unter Hans Heinrich Berg, 1931 folgte Prévôt diesem nach Dortmund. 1933 wirkte er am Universitätsspital Zürich, ehe er 1935 erneut mit Berg zusammentraf und seine Laufbahn am Universitätsklinikum Hamburg-Eppendorf (UKE) fortsetzte. 1938 wurde Prévôt mit der Schrift Die röntgenologische Frühdiagnostik des Magenkarzinoms habilitiert. 1944 erhielt Prévôt am UKE eine außerplanmäßige Professur, 1948 – nach der Ablehnung eines Rufs an die Johannes Gutenberg-Universität Mainz – wurde er zum ordentlichen Professor für Röntgenologie ernannt und arbeitete unter anderem eng mit dem Chirurgen Georg Ernst Konjetzny zusammen. Ab 1957 war Prévôt Ordinarius für Radiologie und Direktor der Radiologischen Klinik und des Strahleninstitutes am UKE, bis er 1970 emeritiert wurde.
Prévôts besonderes Interesse galt der Diagnostik des Innenreliefs des Gastrointestinaltraktes. Galten bereits seine diesbezüglichen Forschungen in den 1930er-Jahren als herausragend, so fand auch seine Habilitationsschrift internationale Beachtung. Weitere Forschungsgebiete waren die Röntgendiagnostik der ableitenden Harnwege und kinematographische Untersuchungen des Kehlkopfes.
Der mehrfach ausgezeichnete Prévôt war unter anderem Ehrenmitglied der Deutschen Gesellschaft für Gastroenterologie, Verdauungs- und Stoffwechselkrankheiten und der Deutschen Röntgengesellschaft. Daneben leitete er als Präsident verschiedene medizinische Kongresse.
Robert Prévôt verstarb im hohen Alter von 96 Jahren in Hamburg und wurde auf dem Friedhof Bernadottestraße im Stadtteil Ottensen beigesetzt.

## Auszeichnungen (Auswahl)
- 1963: Hermann-Rieder-Medaille
- 1968: Röntgen-Plakette